# Робер Сюркуф
Робе́р Сюрку́ф (фр. Robert Surcouf, 12 грудня 1773, Сен-Мало, Франція — 8 липня 1827, Сен-Мало) — відомий французький арматор і корсар періоду Наполеонівських воєн. Захопив 47 англійських, голландських, португальських та іспанських судів, отримав прізвисько Король Корсарів (фр. Roi des Corsaires).
За успішні дії проти британського торгового судноплавства, Наполеон нагородив його титулом барона та орденом Почесного легіону. Після завершення кар'єри корсара став власником ескадри каперських кораблів. Французький військовий флот до наших днів зберігає традицію називати один з бойових кораблів ім'ям Сюркуфа.

## Ранні роки
Сюркуф народився 12 грудня 1773 року в Бретані, в Сен-Мало на березі Ла-Маншу — у місті, яке традиційно служило базою французьких каперів і піратів. Походив з арматорської сім'ї малуанських старожилів. Його батько Шарль-Анж Сюркуф де Буагрі (Charles-Ange Surcouf de Boisgris) був онуком Робера Сюркуфа де Мезоннева (фр. Robert Surcouf de Maisonneuv). Його мати була нащадком Рене Дюге-Труена (фр. René Duguay-Trouin). І Мезоннев, і Дюге-Труан —знамениті корсари, що були на службі Людовика XIV. Синові ж, Роберу-молодшому, батьки готували духовну кар'єру і визначили його в Дінанську колегію. Але його нездоланно тягло в море. У 13 років Робер кинув навчання і завербувався на торговий корабель «Ерон» (фр. Héron), що курсував між Сен-Мало і Кадісом. А в 15 років, 3 березня 1789 року, завербувався на торговий корабель «Аврора» (фр. Aurore) і відплив до Індії, у Пудучеррі.
Сюркуф повернувся до Сен-Мало 1792 року, в розпал Великої французької революції, і незабаром відбув на Іль-де-Франс (Маврикій). Після прибуття він дізнався про початок війни з Англією і був призначений другим помічником капітана на фрегат «Сібе́ль» (фр. Cybèle). Спільно з фрегатом «Прудент» (фр. Prudente) і бригом «Куре́р» (фр. Coureur) вони вступили в бій з двома британськими дводечними кораблями — 50-гарматним «Центуріон» (HMS Centurion) і 44-гарматним «Діомед» (англ. HMS Diomede). У результаті бою «Центуріону» була завдана значна шкода, через що британські кораблі були змушені покинути район острова і зняти блокаду.
Період служби у французькому флоті був вкрай нетривалим, і незабаром Сюркуф зайнявся работоргівлею, перевозячи рабів з Африки на Реюньйон на власному бригу «Креол» (фр. Créole). У лютому 1794 Конвент оголосив работоргівлю незаконною, але заборона і більший ризик лише підняли ціну на рабів, тож Сюркуф ще деякий час продовжував займатися транспортуванням рабів, поки влада Реюньйону не видали ордер на його арешт. Захопивши трьох поліцейських чиновників, посланих заарештувати його, він втік до Маврикію, де, завдяки зв'язкам з впливовими членами ради, йому вдалося отримати помилування. Після цього інциденту Сюркуф вирішив змінити рід занять.

## Життя після завершення кар'єри корсара

Баронський герб Сюркуфа

У віці 35 років Сюркуф оселився в Сен-Мало і продовжив займатися каперством, але вже в якості судновласника. Чисельність його флоту доходила до 19 каперських судів.
Наполеон нагородив його титулом барона, але навіть після вигнання імператора, Сюркуф зберіг стан і положення в суспільстві. Після закінчення військових дій в 1814 році він перетворив свої каперські судна в торговельні (найбільш великі були зайняті перевезеннями рабів), а також зайнявся суднобудуванням.
Мав двох синів і три дочки. Помер 8 липня 1827 року, похований у Сен-Мало.
Звиклий командувати в море Сюркуф відрізнявся владним і різким характером і служив героєм безлічі історій і анекдотів.

## Вшанування пам'яті

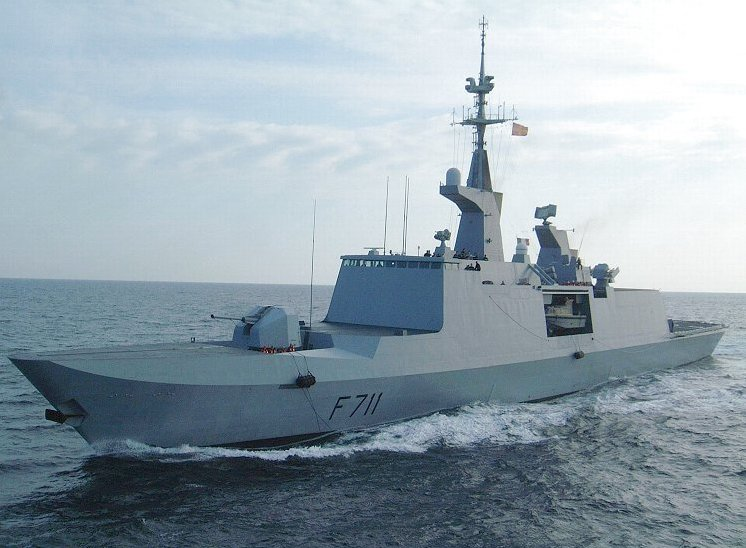
Фрегат ВМС Франції «Сюркуф»

Сюркуф вважається національним героєм Франції, на батьківщині, в Сен-Мало йому встановлено пам'ятник, а у французькому флоті один з кораблів традиційно носить його ім'я. В різний час на його честь були названі:
- вітрильно-паровий посильний бот (1858—1885)
- Сюркуф (крейсер) — паровий крейсер (1889—1921)
- Сюркуф (підводний човен) — ескадрений підводний човен часів Другої світової війни (1929—1942)
- Сюркуф (есмінець) — есмінець класу Т-47 (1964—1972)
- Сюркуф (фрегат) — фрегат типу Лафайєт (1993)

## Образ Сюркуфа у кіно, музиці та літературі
За мотивами пригод Сюркуфа знято декілька кінофільмів:
- «Сюркуф», 1924, Франція
- «Сюркуф, тигр семи морів» (фр. Surcouf, le tigre des sept mers), 1966, Іспанія, Італія, Франція
- «Помста Сюркуфа» (фр. La vengeance du SurcoufL), 1966, Іспанія, Італія, Франція

Сюркуф послужив прообразом героя однойменної оперети французького композитора Робера Планкета.
Сюркуф є головним героєм однойменної повісті Карла Мая написана в 1882 році.
Також, він з'являється дійовою особою в останньому (незавершеному) романі Александра Дюма-батька «Шевальє де Сент-Ермін», який вперше був опублікований у 2005 році.